# Ramalina bajacalifornica
Ramalina bajacalifornica är en lavart som beskrevs av Bowler & Rundel. Ramalina bajacalifornica ingår i släktet Ramalina och familjen Ramalinaceae.   Inga underarter finns listade i Catalogue of Life.